# Otto von Werder
August Martin Wilhelm Otto von Werder (geboren am 20. August 1901 in Uchte; gestorben am 23. April 1954 in Köln-Mülheim) war ein deutscher Landrat des Kreises Rees.

## Leben
Otto von Werder, Mitglied der evangelisch-lutherischen Kirche, war ein Sohn des Pfarrers Richard von Werder und dessen Ehefrau Berta von Werder, geborene Ewers. Von 1914 bis 1917 Angehöriger des Kadettenkorps zu Bensberg, besuchte von Werder anschließend bis 1919 wieder eine reguläre Schule bis zur Obersekundareife, schloss sich dann aber vom 17. Februar bis zum 1. September 1919 einem Freikorps an, ehe er danach erneut bis 1922 die Schule bis zum gymnasialen Abschluss besuchte. Von 1922 bis 1925 schloss von Werder ein Studium der Rechts- und Staatswissenschaften in Göttingen und Hamburg an. In Göttingen gehörte er im Sommersemester 1922 der Burschenschaft Alemannia an.
Zunächst seine juristische Ausbildung als Gerichtsreferendar fortsetzend, wechselte von Werder dann als Regierungsreferendar am 11. Februar 1926 in die allgemeine Verwaltung. Nach Ablegung der Großen Staatsprüfung (8. Dezember 1928) am 19. Dezember 1928 zum Regierungsassessor ernannt, fand von Werder Beschäftigung auf dem Landratsamt Glogau. Von dort wechselte er zum 1. Mai 1933 an das Oberpräsidium der Rheinprovinz in Koblenz. Dort am 1. Juli 1934 zum Regierungsrat ernannt, übernahm von Werder ab dem 17. August 1935 und in Nachfolge für den auf eigenen Antrag zum 31. Juli in den Ruhestand getretenen Erich Müller vertretungsweise die Verwaltung des Kreises Rees.
Nach seiner kommissarischen Ernennung vom 17. Februar 1936, erhielt von Werder noch am 16. Juli desselben Jahres seine definitive Einsetzung als Landrat des Kreises Rees, mit Amtssitz in Wesel zum 1. August 1936. Mit Beginn des Westfeldzugs der Deutschen Wehrmacht von Mai 1940 bis September 1944 zur Militärverwaltung nach Belgien abgeordnet – während dieser Zeit vertrat ihn in Wesel Reinhold Pohlmann – erhielt von Werder bei Ende des Zweiten Weltkriegs 1945 die Entlassung durch die Militärregierung. Später arbeitet er freiberuflich als Verwaltungsrechtsrat, u. a. für den Bund der Öffentlich bestellten Vermessungsingenieure als Verbandsjustiziar.

## Familie
Otto von Werder heiratete am 6. August 1929 in Wandsbek Gertrud von Kauffmanns (geboren am 6. September 1902 in Magdeburg; gestorben am 26. Mai 1969 in Hamburg), eine Tochter des Berufs- und Handelsschullehrers Louis von Kauffmanns und dessen Ehefrau Dora von Kauffmanns, geborene Galenbeck.